# NGC 4495
NGC 4495 is een spiraalvormig sterrenstelsel in het sterrenbeeld Hoofdhaar. Het hemelobject werd op 13 maart 1785 ontdekt door de Duits-Britse astronoom William Herschel.

## Synoniemen
- UGC 7663
- MCG 5-30-12
- ZWG 159.9
- IRAS 12289+2924
- PGC 41438